# Großer Hundstod
Il Großer Hundstod (2.593 m s.l.m.) è una montagna delle Alpi di Berchtesgaden nelle Alpi Settentrionali Salisburghesi. Si trova sul confine tra l'Austria (Salisburghese) e la Germania (Baviera).

## Caratteristiche
La montagna è collocata nel gruppo montuoso denominato Steinernes Meer. Si trova a sud-ovest del Königssee.
Poco a sud del monte si trova il Kleine Hundstod (2.263 m).
Si può salire sulla vetta partendo da Weißbach bei Lofer e passando per la Ingolstädter Haus, rifugio alpino collocato a 2.120 m.